# Collera
Collera es una parroquia del concejo de Ribadesella, en el Principado de Asturias (España). Alberga una población de 745 habitantes (INE 2006) en 371 viviendas. Ocupa una extensión de 18,81 km². Está situada a 4,2 km de la capital del concejo. Su templo parroquial está dedicado a San Martín.
En esta parroquia está situada la Cueva de San Antonio, declarada bien de interés cultural de Asturias.

## Barrios
- Camango (Camangu)
- Collera
- Cuerres, donde se encuentra la iglesia de San Mamés.
- Meluerda
- Toriello (Torriellu)
- Oreyana

- Datos: Q5147046